# Echobelly
Echobelly est un groupe de rock britannique, originaire de Londres, fondé en 1992. Il est emmené par Sonya Aurora Madan au chant et Glenn Johansson à la guitare.
Ce sont surtout les albums Everyone's Got One (1994) et On (1995) qui ont rencontré le succès. À cette époque, le groupe était composé de cinq musiciens : Glenn Johansson (guitare), Alex Keyser (basse), Sonya Aurora Madan (chant), Andy Henderson (batterie), et Debbie Smith (guitare).

## Biographie

### Première période (1992–2004)
En 1992, Madan et Johansson se rencontrent dans un pub, et Sonya exprimait déjà son désir de chanter au sein d'un groupe : « Je chantais beaucoup quand j'étais petite. Je suppose que j'avais ce désir secret de chanter. » Ils s'associent par la suite avec le bassiste Alex Keyser et le batteur Andy Henderson, qui a joué dans le groupe de PJ Harvey. La guitariste Debbie Smith, ancienne membre de Curve, les rejoint en 1994. D'après le site web du label Epic Records, le groupe adopte le nom d'Echobelly selon la notion « s'en mettre plein la panse. » Avec Madan et Johansson comme auteurs-interprètes, ils enregistrent leur premier EP, Bellyache, au label indépendant Pandemonium à la fin 1993.
Les critiques favorables de Bellyache aident Echobelly à signer au label Rhythm King, qui fait partie d'Epic.Une fois au label, le groupe publie le single I Can't Imagine the World Without Me en juin 1994. Le groupe enregistre ensuite l'album Everyone's Got One, qui comprend le single Insomniac et atteint la huitième place de l'UK Albums Chart. Le single devient la bande-son du film Dumb et Dumber.   Alors que leur musique est de plus en plus diffusée, Echobelly gagne l'admiration des autres groupes et artistes. Madonna exprimera son désir de les intégrer au label Maverick Records, et R.E.M. qu'ils ouvrent pour eux en concert. Le groupe revient en studio en 1995 pour l'album On, produit par Sean Slade et Paul Kolderie, qui ont aussi produit Hole et Radiohead. Après la sortie de l'album, Keyser rejoindra Dragstripper et sera remplacé par James Harris. 
Des problèmes judiciaires et de santé freinent le succès d'Echobelly en 1995 et 1996. Madan souffrira d'un sérieux problème de thyroïde pendant leur tournée, qui menacera potentiellement sa vie, mais qui sera par la suite soigné. Le bassiste James Harris se joint au groupe après le départ de Keyser à cause de divergences artistiques et personnelles. Le groupe se retrouve aussi confronté à des désaccords avec Rhythm King après que le label se soit fait racheter par Arista. Le groupe choisit de rester chez Epic. En 1996, Madan chante dans le groupe Lithium. Smith quitte le groupe avant la sortie de Lustra, publié en novembre 1997. Un single extrait de l'album, The World is Flat, est publié en août la même année. En 2004, Echobelly publie un cinquième album, intitulé Gravity Pulls, sur leur propre label, Fry Up. Puis ils se mettent en pause indéfiniment.

### Deuxième période (depuis 2009)
Madan et Johansson jouent un concert acoustique avec de nouvelles et d'anciennes chansons d'Echobelly à Manchester le 9 juillet 2009 au MoHo Live, avec Spyglass. D'autres nouvelles chansons sont jouées en soutien à leur futur album qui commence déjà à être coproduit et mixé par Jono Buchanan. Silence on the Radio et Mind over Matter sont deux chansons issues du nouvel opus. L'album a pour nom I Seek Identity, et devait initialement s'intituler Calm of Zero. Alex Reeves participe à la batterie et aux percussions.
Le 21 juillet 2014, le label indépendant britannique 3 Loop Music publie deux versions longues des albums d'Echobelly, Everyone's Got One et On. En octobre 2015, Echobelly revient sur scène devant 1 500 personnes à Londres.
Le 31 mai 2016, Echobelly annonce son entrée en studio pour la sortie de Anarchy and Alchemy, publié le 26 mai 2017.

## Membres

### Membres actuels
- Sonya Aurora Madan - chant (1992–2004, depuis 2009)
- Glenn Johansson - guitare (1992–2004, depuis 2009)
- Oliver McKiernan - basse (depuis 2015)
- Ash Hall - batterie (depuis 2015)

### Anciens membres
- Andy Henderson - batterie (1992–2004)[8]
- Debbie Smith - guitare (1994–1997)[9]
- Alex Keyser - basse (1992–1996)
- James Harris - basse (1996–1998)
- Ruth Owen - basse (1998–2004)